# أمين طباطبائي
أمين طباطبائي هو لاعب شطرنج إيراني، ولد في 5 فبراير 2001 في طهران في إيران.

## وصلات خارجية
- أمين طباطبائي على موقع الاتحاد الدولي للشطرنج (الإنجليزية)
- أمين طباطبائي على موقع مباريات الشطرنج (الإنجليزية)
- أمين طباطبائي على موقع 365Chess.com (الإنجليزية)
- أمين طباطبائي على موقع Chesstempo.com (الإنجليزية)